# Wikstroemia pauciflora
Wikstroemia pauciflora är en tibastväxtart som beskrevs av Adrien René Franchet och Sav.. Wikstroemia pauciflora ingår i släktet Wikstroemia och familjen tibastväxter. Inga underarter finns listade i Catalogue of Life.